# Jadranka Kosor
Jadranka Kosor, född 1 juli 1953 i Lipik men uppvuxen i Pakrac, är en kroatisk politiker och journalist. Hon utsågs 2009 till Kroatiens premiärminister sedan den dåvarande premiärministern Ivo Sanader meddelat sin avgång, och hon avgick själv två och ett halvt år senare till följd av förlust i parlamentsvalet 2011. Hon är Kroatiens första och än så länge enda kvinna som varit premiärminister.
Under det kroatiska självständighetskriget arbetade hon som radiojournalist och en kort tid även som korrespondent för BBC.
Hon blev medlem i det kroatiska parlamentet 1995 som medlem för partiet Kroatiska demokratiska unionen. Hon var vice partiledare 1995-97 och från 2002. Hon var familjeminister i Ivo Sanaders regering sedan 2003 och även vice premiärminister. Hon var även nominerad till partiets presidentkandidat 2005 men förlorade.
Den 1 juli 2009 meddelade dåvarande premiärminister Ivo Sanader sin avgång och föreslog Kosor som sin efterträdare. Den 3 juli gav den dåvarande presidenten Stjepan Mesić henne i uppdrag att försöka bilda en ny regering och den 6 juli bekräftades hon som ny premiärminister av parlamentet. Hon blev därmed Kroatiens första kvinnliga premiärminister.
Jadranka Kosor efterträddes den 21 maj 2012 av Tomislav Karamarko som partiledare för HDZ.